# Malpighia fucata
Malpighia fucata är en tvåhjärtbladig växtart som beskrevs av Ker-gawl.. Malpighia fucata ingår i släktet Malpighia och familjen Malpighiaceae.

## Underarter
Arten delas in i följande underarter:
- M. f. fucata
- M. f. longifolia